# اچ‌ام‌اس سامرست (اف۸۲)
اچ‌ام‌اس سامرست (اف۸۲) (به انگلیسی: HMS Somerset (F82)) یک کشتی است که طول آن 133 m (436 ft 4 in) می‌باشد. این کشتی در سال ۱۹۹۴ ساخته شد.